# 栄光のジェイン
『栄光のジェイン』（韓国語：영광의재인 ）は2011年10月12日から2011年12月29日までKBS2で放送されていた大韓民国のテレビドラマである。

## 出演

### 主要人物
キム・ヨングァン：チョン・ジョンミョン
ユン・ジェイン：パク・ミニョン
ソ・イヌ：イ・ジャンウ

### コデ商事
ソ・ジェミョン：ソン・チャンミン
イヌの父親。コデ商事の会長。
ソ・インチョル：パク・ソンウン
ジェミョンの甥。コデ商事の室長。
ホ・ヨンド：イ・ムンシク
営業1チーム長。
キム・ギョンジュ：キム・ヨンジュ
コデ商事の秘書。
ユン・イルグ：アン・ネサン
ジェインの父親。コデ商事の初代会長。

## 賞とノミネート
| 年度 | 賞                            | 部門                     | 受賞者               | 結果       | 参考 |
| ---- | ----------------------------- | ------------------------ | -------------------- | ---------- | ---- |
| 2011 | 第19回韓国文化娯楽賞          | 新人女優賞               | ナム・ボラ           | 受賞       |      |
| 2011 | KBS演技大賞                   | 最優秀俳優賞             | チョン・ジョンミョン | ノミネート |      |
| 2011 | KBS演技大賞                   | 最優秀女優賞             | パク・ミニョン       | ノミネート |      |
| 2011 | KBS演技大賞                   | 中編ドラマ部門優秀俳優賞 | チョン・ジョンミョン | 受賞       |      |
| 2011 | KBS演技大賞                   | 中編ドラマ部門優秀女優賞 | パク・ミニョン       | 受賞       |      |
| 2011 | KBS演技大賞                   | 最優秀助演男優賞         | ソン・チャンミン     | ノミネート |      |
| 2011 | KBS演技大賞                   | 新人俳優賞               | イ・ジャンウ         | 受賞       |      |
| 2011 | KBS演技大賞                   | 子役賞                   | アン・ドギュ         | ノミネート |      |
| 2012 | 第7回ソウル国際ドラマアワード | ドラマ賞                 | 栄光のジェイン       | ノミネート |      |